# فريدريك وارد (سياسي)
فريدريك وارد (بالإنجليزية: Frederick Ward)‏ هو سياسي أسترالي، ولد في 11 مايو 1873 في أستراليا، وتوفي في 31 ديسمبر 1954 في أستراليا. حزبياً، نشط في حزب العمال الأسترالي. وقد انتخب عضو مجلس الشيوخ الأسترالي ‏ عن دائرة جنوب أستراليا ‏ (1 يوليو 1947 – 28 أبريل 1951).